# Ylang-ylangolie

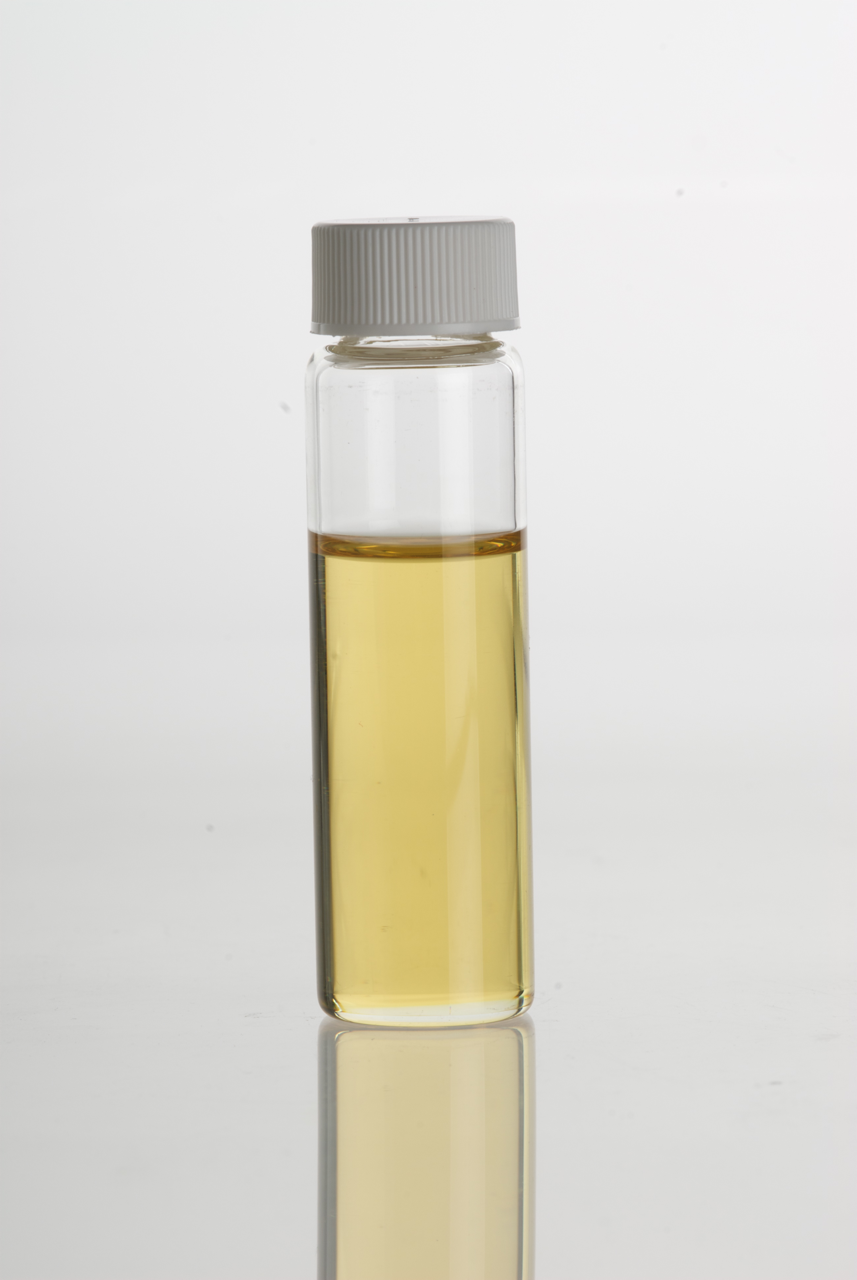
Ylang-ylangolie

Ylang-ylangolie wordt verkregen door stoomdestillatie uit de bloemen van de Cananga odorata. In tegenstelling tot cananga-olie wordt ylang-ylangolie in fracties gewonnen, namelijk I, II, III, en Extra. De olie wordt voornamelijk geproduceerd in Madagaskar en op de Comoren. Ylang-ylangolie wordt onder andere gebruikt in geparfumeerde zepen, bij de bereiding van parfums en in de aromatherapie. Er wordt traditioneel een ontspannende, stimulerende en zinnenprikkelende werking aan toegeschreven. Hoge concentraties of langdurig gebruik kan leiden tot hoofdpijn en misselijkheid. 